# Gawler
Gawler – miasto w Australii, w północnej części Tasmanii.